# Tai Chi Chasers
Tai Chi Chasers (Coreano: 태극 천자문, Taegeuk Cheongjamun, conhecido no Japão como: 太极千字文, Tai Chi Senjimon) é uma série de desenho animado sul-coreana, co-produzida pela Toei Animation.
A série foi licenciada e adaptada pela empresa 4Kids Entertainment (a mesma de Pokémon e Yu-Gi-Oh!) para exibição no ocidente. Teve no total uma temporada de 39 episódios que foram divididos pela 4Kids em 3 temporadas de 13 episódios cada, no entanto a série teve sua exibição cancelada devido ao falimento da empresa tendo sua 3ª temporada não exibida.

## História
"Tai Chi Chasers" estreou na Coreia do Sul em 2007, e possui 39 episódios. O anime mostra a história de um universo paralelo chamado Suhn, onde duas raças, os Tigeroids e os Dragonoids, disputam antigos símbolos capazes de dar o poder para governar todo o reino e destruir seus inimigos. No centro de tudo temos Rai, descendente dos Tigeroids que deve aprimorar seu cartão de habilidades Tai Chi para combater os Dragonoids, encontrar os símbolos e se tornar um campeão do Tai Chi Chasers. Na trama, os personagens usam cartas com poderes, semelhante ao universo de "Yu-Gi-Oh!", "Chaotic" e "Dinossauro Rei".